# Xylophragma heterocalyx
Xylophragma heterocalyx là một loài thực vật có hoa trong họ Chùm ớt. Loài này được (Bureau & K.Schum.) A.H.Gentry miêu tả khoa học đầu tiên năm 1979.